# جون هادن ويلسون
جون هادن ويلسون هو محامي وقاضي وسياسي أمريكي، ولد في 20 أغسطس 1867 في ناشفيل في الولايات المتحدة، وتوفي في 28 يناير 1946. نشط حزبياً في الحزب الديمقراطي. وقد انتخب عضو مجلس النواب الأمريكي ‏.